# ハインリヒ・ウンファーハウ
ハインリヒ・ウンファーハウ（Heinrich Unverhau、1911年5月26日-没年不詳）は、ナチス・ドイツ親衛隊（SS）の隊員。ナチスの障害者・ユダヤ人安楽死計画に携わり、さらにその後ベウジェツ強制収容所およびソビボル強制収容所で看守をしていた。最終階級は親衛隊伍長（SS-Unterscharführer）。

## 経歴
ビューネンベルク出身。配管工見習として働いていたが、事故にあって右目の視力を失ったため、音楽家に転身した。さらに1934年から1940年にかけては看護師をしていた。この間の1937年からナチス党に入党した。看護師の経歴を買われて1940年からハダマーやグラーフェネックにおいてT4作戦（障害者とユダヤ人の安楽死計画）に参加した。1941年冬にはヴャジマでトート組織（OT）に属して東部戦線の負傷兵の輸送にあたった。
1942年6月にベウジェツ強制収容所に勤務。彼はここで脱衣バラックを任せられていた。囚人たちから服を奪って保管室へ運ぶ作業にあたっていた。1942年11月にソビボル強制収容所に配属され、やはり脱衣バラックを任せられた。
1943年12月にイタリアへ送られ、パルチザン掃討作戦に従事した。1944年4月にはドイツ国防軍に徴兵され、そちらへ移った。
戦後はニーダーザクセン州のフレールシュテットFrellstedtで音楽家として暮らしたが、1949年にT4作戦に参加した容疑で起訴された。16か月ほど拘留されたが、裁判で無罪判決が下り、釈放された。1952年から、フレールシュテットの近郊にある町ケーニヒスルッターKönigslutterの病院で看護師として働くようになった。